# 호흡성 알칼리증
호흡성 알칼리증(respiratory alkalosis)은 호흡량이 많아지면서 동맥혈 이산화탄소 농도가 감소하고 혈중 pH가 정상 범위(7.35-7.45)를 넘어가는 의학적 상태이다. 산염기 평형이 깨지는 주된 네 가지 상태 중 하나이다.

## 증상과 징후
호흡성 알칼리증의 증상과 징후는 다음과 같다.
- 심계항진
- 테타니
- 경련
- 발한

## 원인
다음과 같은 원인들이 호흡성 알칼리증을 일으킬 수 있다.
- 스트레스[2]
- 폐질환[3]
- 열성 발작[6]
- 고산병[7]
- 살리실산염 중독(아스피린 복용 과다)[7]
- 발열[2]
- 과호흡: 심장 질환이나 부적절한 기계 환기 등으로 인해 발생할 수 있다.[2][8]
- 성대 마비: 소실된 음량을 보상하기 위해 과호흡이나 호흡곤란이 유발될 수 있다.[9]
- 간질환[7]

## 기전

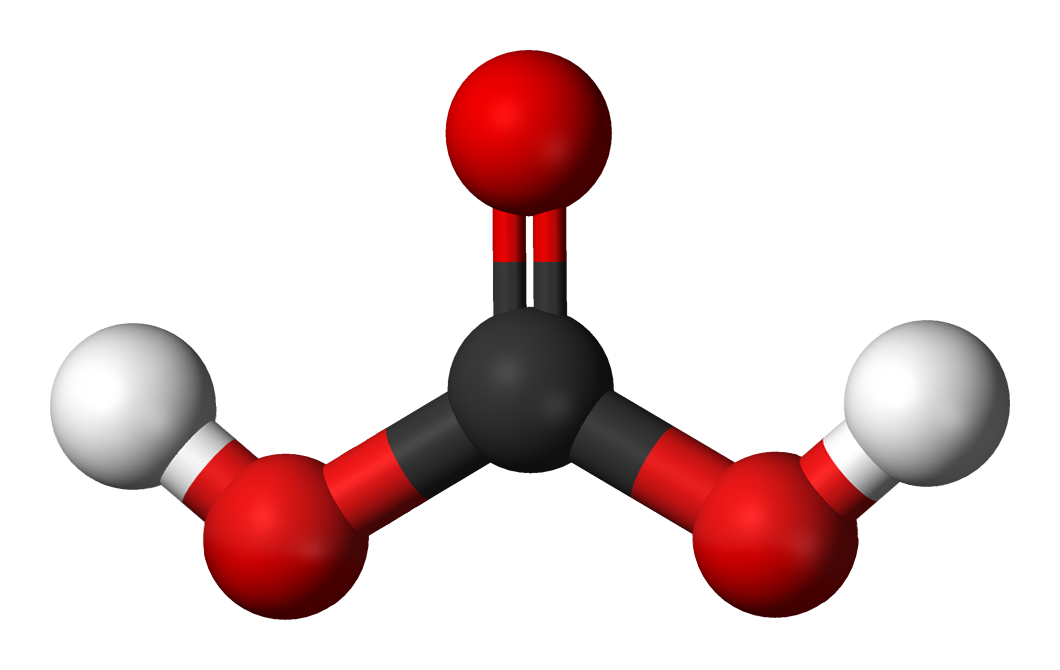
탄산의 분자 구조

호흡성 알칼리증은 인체에서 과호흡을 유발하는 자극이 발생했을 때 일반적으로 생긴다. 호흡이 증가하면 폐포 환기가 증가하며 이산화탄소가 순환계에서 더 많이 방출된다. 따라서 순환계에서 이산화탄소의 화학 평형이 변하게 된다. 순환 중인 수소 이온(H+)과 중탄산염(HCO3-)이 탄산무수화효소가 작용하며 반응하면 탄산(H2CO3)을 거쳐 더 많은 이산화탄소를 만들게 된다. 이 반응식은 다음과 같다.
{\displaystyle {\rm {HCO_{3}^{-}+H^{+}\rightarrow H_{2}CO_{3}\rightarrow CO_{2}+H_{2}O}}}
이 반응으로 인해 순환하는 수소 이온 농도가 줄어들며 pH가 증가하고 알칼리증이 발생한다.

## 진단
호흡성 알칼리증의 진단은 혈액에서 산소와 이산화탄소 농도를 측정하거나, 흉부 X선과 폐기능검사 등을 통해 이루어진다.
대번포트 다이어그램은 호흡성이나 대사성 산염기 이상이 존재할 때 의사나 연구자들이 혈중 중탄산염 농도와 혈액의 pH를 대략적으로 알아볼 수 있게 나타낸 그림이다.

### 분류
호흡성 알칼리증에는 급성과 만성의 두 가지 유형이 있다. 산염기 이상을 콩팥에서 보상하는 과정은 이상이 발생한 지 3-5일 후에 일어난다.
- 급성 호흡성 알칼리증은 빠르게 일어난다. 콩팥의 반응이 느리기 때문에 만성보다 급성에서 더 높은 pH가 나타난다.[14]
- 만성 호흡성 알칼리증은 더 길게 일어나며, 따라서 콩팥이 중탄산염 농도를 낮춰 알칼리증을 보상할 수 있는 시간이 생긴다.[14]

## 치료
호흡성 알칼리증이 생명에 위험한 경우는 드물지만 pH가 7.5 이상으로는 올라가지 않게 해야 한다. 치료의 목표는 원인 질환을 찾아내는 것이다. PaCO2가 만성 호흡성 알칼리증 환자에서 너무 빠르게 바뀌면 대사성 산증으로 이어질 수 있다. 환자가 기계환기 중이라면 동맥혈 기체 농도를 모니터링하여 과호흡을 방지해야 한다.

## 같이 보기
- 산성혈증
- 알칼리혈증
- 화학 평형
- 저칼슘혈증
- 대사성 산증
- 대사성 알칼리증
- 수소 이온 농도 지수
- 호흡성 산증

## 추가 자료
- Lang, Florian (2009년 3월 19일). 《Encyclopedia of Molecular Mechanisms of Disease: With 213 Tables》 (영어). Springer Science & Business Media. ISBN 9783540671367.
- Unwin, R.; Stidwell, R.; Taylor, S.; Capasso, G. (1997년 11월 1일). “The effects of respiratory alkalosis and acidosis on net bicarbonate flux along the rat loop of Henle in vivo”. 《American Journal of Physiology. Renal Physiology》 (영어) 273 (5): F698–F705. doi:10.1152/ajprenal.1997.273.5.F698. ISSN 1931-857X. PMID 9374832.
- LeBlanc, P J; Parolin, M L; Jones, N L; Heigenhauser, G J F (2002년 10월 1일). “Effects of respiratory alkalosis on human skeletal muscle metabolism at the onset of submaximal exercise”. 《The Journal of Physiology》 544 (Pt 1): 303–313. doi:10.1113/jphysiol.2002.022764. ISSN 0022-3751. PMC 2290561. PMID 12356901.